# Detroit Pistons
De Detroit Pistons is een basketbalteam uit Detroit, VS. Ze spelen sinds 1948 in de NBA (Central Division, Eastern Conference). Het thuishonk van de Pistons is de Little Caesars Arena.
Reeds driemaal hebben de Pistons het NBA kampioenschap veroverd. De laatste keer dat ze de beker wonnen was in het seizoen 2003-2004.

## Geschiedenis

### Jaren 50: Nieuw onderkomen
De Pistons huisde vanaf de oprichting in 1941 in Fort Wayne in Indiana en heette toen de Fort Wayne Pistons. De oprichter van de Pistons, Fred Zollner, wilde zijn team verhuizen om in een grotere stad meer financiële middelen te werven om zodoende met andere grote teams te kunnen concurreren. Fort Wayne werd door de Pistons in 1957 vaarwel gezegd en sindsdien huist het team in Detroit (Michigan).
In Fort Wayne haalden de Pistons de laatste drie jaren de play-offs, waarvan tweemaal de NBA finale. Het lukte de Pistons om ook in Detroit het verlengstuk van de competitie te halen, maar de beste prestatie was de 2e ronde die zij in hun eerste jaar in Detroit bereikten. Aan het eind van de jaren 50 moesten de jongeling Bailey Howell samen met Gene Shue, Walter Dukes en Chuck Noble de Pistons hoop bieden voor de toekomst.

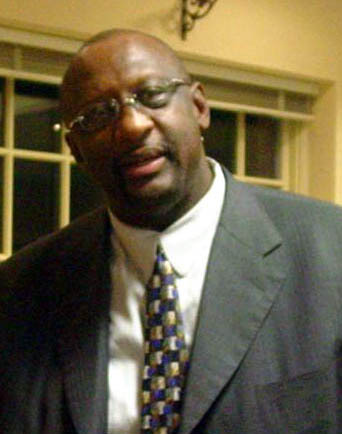
Bob Lanier

### Jaren '60: Tamme tijden
Qua prestaties was er bij de Pistons fans weinig reden tot vreugde in de jaren 60. Vanaf 1962 zorgde Dave DeBusschere, een geboren Detroiter, en vanaf 1966 ook Dave Bing voor de enige opwinding in een mindere periode. DeBusschere was een forward, maar drie seizoenen combineerde hij dit met het coachschap. Met zijn 24 jaar werd hij de jongste NBA coach. Bing presteerde uitstekend in zijn eerste jaar en werd in 1966 uitgeroepen tot "Rookie van het jaar".
Elk seizoen in het decennium sloten de Pistons af met een negatief record, meer verlies- dan winstpartijen. Het dieptepunt was het seizoen 1965-1966 waarin ze 58 van de 80 wedstrijden verloren. Met het aantrekken van tweevoudig kampioenscoach Bill van Breda Kolff en nummer 1 draft Bob Lanier werden de Pistons weer een grote toekomst voorspeld.

### Jaren '70: nieuwe eigenaar
De Pistons presteerde in deze jaren wisselvallig. In het seizoen 1973-1974 werd er voor het eerst meer dan 50 van de 82 wedstrijden gewonnen, maar een paar jaar later werd het slechtste resultaat geboekt door 16 overwinningen op hun naam te zetten. Wisselvallige prestaties leidde ook tot vele coachwisselingen. In tien jaar hebben acht coaches de scepter mogen zwaaien in Detroit. De oud-speler Ray Scott presteerde het best. Zo leidde hij de Pistons na de 52 overwinningen in het seizoen 1973-1974 en werd hij dat jaar uitgeroepen tot "NBA coach van het jaar".
De club werd in 1974 door oprichter Zollner verkocht aan de in de Detroit geboren William Davidson. Vier jaar later volgde er een verhuizing, nu binnen Detroit. De Cobo Hall werd afgedaan en voortaan werden de wedstrijden in de Pontiac Silverdome gespeeld.

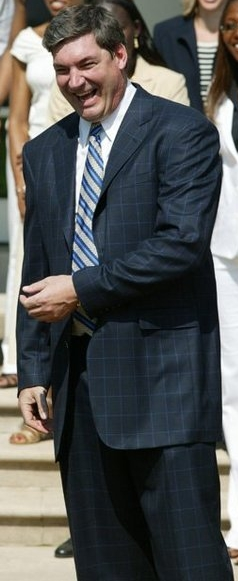
Bill Laimbeer

### Jaren '80: Bad Boys
De aangetrokken spelers vanaf begin jaren 80 veranderden de Pistons in positieve zin. In 1981 was de nummer 2 draft Isiah Thomas een welkome versterking, evenals de nummer 12 draft Kelly Tripucka. Daarnaast werden de latere Pistons-iconen Bill Laimbeer en Vinnie Johnson aangetrokken. Twee jaar later werd Chuck Daly als coach aangesteld en dit zou een kentering in de prestaties betekenen voor de Pistons. Tot en met zijn aftreden als coach in 1992 zouden de Pistons elk jaar de play-offs halen.
Waar de meeste NBA-teams de wedstrijden speelden met aanvallend basketbal en het publiek mooie acties voorschotelde, daar concentreerden de Pistons zich op de verdediging. Vanwege de soms harde overtredingen werden de Pistons ook wel de Bad Boys genoemd.
Na de opening van The Palace of Auburn Hills in 1988 werd deze hal vanaf het seizoen 1988-1989 de thuishaven van de Detroit Pistons. Een nieuwe hal betekende geen terugval in de resultaten. Integendeel zelfs, er werd in dat seizoen een begin gemaakt aan de twee opeenvolgende NBA-kampioenschappen die de Pistons zouden behalen. Zowel in 1989 als in 1990 was de club uit Detroit de beste van de NBA.

### Jaren '90: De omschakeling
Na een aantal mooie jaren volgde er bij de Pistons een mindere periode tijdens de jaren 90. Al in het seizoen 1992-1993 werden de play-offs niet meer bereikt. Gaande het decennium verdwenen de spelers en coach van het kampioensteam. De sterren Isiah Thomas en Bill Laimbeer stopten in 1993 met basketbal en de anderen vertrokken naar andere teams. Joe Dumars bleef nog het langst bij de Pistons. Hij stopte pas na het seizoen 1997-1998, waarna hij bij de Pistons een managerstaak kreeg toebedeeld.
Het was niet alleen kommer en kwel in Detroit. Zo werden Allan Houston, Lindsey Hunter en Grant Hill gedraft in 1993 en 1994. De drie sterren in spe behaalden met de nieuwe coach Doug Collins in totaal 100 overwinningen in de seizoenen 1995-1996 en 1996-1997. Beide seizoenen kwamen de Pistons echter niet verder dan de eerste ronde in de play-offs. In het ingekorte seizoen 1998-1999 en het jaar erop behaalden de Pistons weer de play-offs, maar wederom waren de eerste ronden de eindstations. In 2000 werden de Pistons kansen toegedicht in de play-offs, maar een ernstige enkelblessure hield Hill buiten de series. De blessure was tevens een oorzaak voor zijn vertrek uit Detroit.

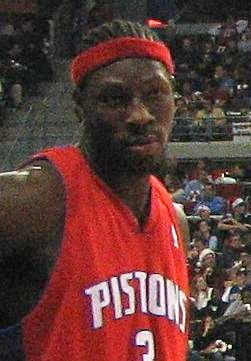
Ben Wallace

### Jaren 2000: Opnieuw succes
Manager Dumars wilde in 2000 een taai, hardwerkend en meedogenloos team opbouwen gebaseerd op teamsucces. Tijdens het seizoen rondde hij maar liefst 21 transfers af, waaronder een ruil met de Orlando Magic waarbij hij Hill voor Ben Wallace en Chucky Atkins ruilde. Rick Carlisle werd de nieuwe coach en de twee daarop volgende jaren kwamen Chauncey Billups, Richard Hamilton en Tayshaun Prince ook naar Detroit.
De resultaten bleven niet achter. Elk seizoen presteerden de Pistons beter en ze kwamen ook steeds verder in de play-offs. Met Larry Brown als coach werd in het seizoen 2003-2004 voor de derde maal het NBA-kampioenschap gewonnen. De jaren erna bleven de Pistons uitstekend presteren. Een prolongatie van de titel zat er echter net niet in, doordat de San Antonio Spurs de zevende en laatste wedstrijd wonnen in de NBA-finale van 2005. De twee jaren daarna bereikte de Detroit Pistons de Conference finales.

### Stadions
| Stadionnaam                        | Jaren                | Capaciteit           |
| Fort Wayne (Indiana)               | Fort Wayne (Indiana) | Fort Wayne (Indiana) |
| ---------------------------------- | -------------------- | -------------------- |
| North Side High School Gym         | 1948–1952            | 3.000                |
| Allen County War Memorial Coliseum | 1952–1957            | 13.000               |
| Detroit (Michigan)                 |                      |                      |
| Olympia Stadium                    | 1957–1961            | ca. 15.000           |
| Cobo Arena                         | 1961–1978            | 12.191               |
| Pontiac Silverdome                 | 1978–1988            | ca. 100.000          |
| The Palace of Auburn Hills         | 1988–2017            | 22.076               |
| Little Caesars Arena               | 2017–heden           | 20.491               |

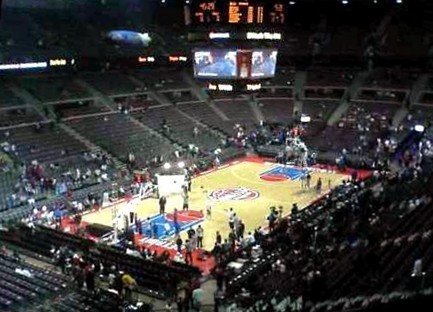
The Palace of Auburn Hills (april 2007)

De Pistons zijn een aantal keer van stadion veranderd. Uiteraard veranderden zij van thuishaven toen er verhuisd werd van Fort Wayne naar Detroit, maar ook in de steden zelf zijn de Pistons een aantal keer veranderd van stadion.
De NBA-wedstrijden vanaf 1948 werden in de North Side High School Gym in Fort Wayne gespeeld. Na vier jaar werd de Allen County War Memorial Coliseum het onderkomen tot aan de verhuizing naar Detroit in 1957.
In Detroit werd het Olympia Stadium de nieuwe thuishaven. Tot 1961 werd er eenmaal voor een play-offwedstrijd uitgeweken naar de sporthal van de nabijgelegen High School Grosse Pointe, omdat er geen andere stadions beschikbaar waren.
Na 1961 werd de Cobo Arena voor 17 jaar het onderkomen voor de Pistons, waarna de Pontiac Silverdome de thuishaven werd. Wegens een planningsconflict weken de Pistons op 27 april 1984, voor een play-offwedstrijd tegen de New York Knicks, eenmaal uit naar de Joe Louis Arena. De Joe Louis Arena was in het seizoen 1984-85 vaker het onderkomen voor de Pistons. Het dak van de Silverdome was namelijk ingestort, waardoor het team 15 maal in de Joe Louis Arena aantrad en eenmaal terugging naar het oude honk Cobo Arena.
Vanaf het seizoen 1988-89 speelden de Pistons hun wedstrijden in The Palace of Auburn Hills. Daarmee is "The Palace" het stadion dat de Pistons het langst huisvestte. In 2017 werd dit stadion ingeruild voor de Little Caesars Arena.

## NBA-kampioen
De Detroit Pistons werden driemaal NBA-kampioen.

### 1988-1989
| Kampioensteam 1988-1989                                      | Kampioensteam 1988-1989                                       |
| ------------------------------------------------------------ | ------------------------------------------------------------- |
| 4 Dumars 10 Rodman 11 Thomas 15 Johnson 22 Salley 23 Aguirre | 24 Williams 25 Long 34 Dembo 40 Laimbeer 44 Mahorn 53 Edwards |
| Coach Daly                                                   |                                                               |

Na het reguliere seizoen hadden de Pistons het beste record (winst/verlies ratio) in de NBA, 63 overwinningen en slechts 19 verliespartijen. Door dit goede record werden de Pistons eerste in het oosten en moesten ze in de eerste ronde van de play-offs aantreden tegen nummer acht, de Boston Celtics. Na een 3-0-overwinning was Milwaukee Bucks in de halve finale van de Eastern Conference het volgende slachtoffer en wonnen de Pistons ook deze serie gemakkelijk met 4-0. Een clean sweep (alleen play-off overwinningen tot aan het kampioenschap) werd verhinderd door de Chicago Bulls van Michael Jordan. De Bulls wonnen de eerste en derde wedstrijd, maar in de best of 7 serie behaalden de Pistons in de zesde wedstrijd hun vierde overwinning en mochten zo in de NBA-finale aantreden tegen de Los Angeles Lakers. Een spannende finale werd het nooit en de Pistons maakten op de kortst mogelijke manier een einde aan de serie door met 4-0 met de Lakers af te rekenen.
Met 59,5% (316 van de 531) eindigde Dennis Rodman het seizoen als speler met het hoogste veldscorepercentage in de NBA. Joe Dumars werd na het behalen van het kampioenschap door de NBA uitgeroepen tot meest waardevolle speler in de finalereeks (Finals MVP).

### 1989-1990
| Kampioensteam 1989-1990                                         | Kampioensteam 1989-1990                                              |
| --------------------------------------------------------------- | -------------------------------------------------------------------- |
| 00 Bedford 4 Dumars 10 Rodman 11 Thomas 12 Henderson 15 Johnson | 22 Salley 23 Aguirre 33 Greenwood 35 Hastings 40 Laimbeer 53 Edwards |
| Coach Daly                                                      |                                                                      |

De LA Lakers waren met 63 overwinningen na het reguliere seizoen het beste team. Als tweede volgden de Portland Trail Blazers en de Detroit Pistons, beide met 59 winstpartijen. De Pistons waren wel de beste in de Eastern Conference.
Dennis Rodman werd na het seizoen 1989-1990 uitgeroepen tot de beste verdediger van de NBA en Joe Dumars werd verkozen in het All-NBA Third Team.
De play-offs begonnen gemakkelijk met drie comfortabele overwinningen op Rik Smits' Indiana Pacers. In de volgende play-offronde rekenden de Pistons met 4-1 eenvoudig af met de New York Knicks. In de Eastern Conference-finale ontmoetten ze de Chicago Bulls van Michael Jordan. Het werd een spannende serie, waarbij Chicago Bulls tweemaal terugkwam van een achterstand. Doordat beide teams al hun thuiswedstrijden wonnen, gingen de Pistons na een 4-3-overwinning op de Bulls naar de NBA-finale. In de finale waren de Trail Blaizers de tegenstander. De serie was redelijk spannend, daar Portland al de tweede thuiswedstrijd van Detroit won en daardoor met een 1-1 stand aan drie thuiswedstrijden kon beginnen. De Pistons kwamen echter sterk terug in Portland en in de vijfde wedstrijd schoot Vinnie Johnson, met een score in de laatste seconden, Detroit naar een 4-1 stand en prolongeerde daarmee de NBA titel.
Na het behalen van het kampioenschap werd Isiah Thomas door de NBA uitgeroepen tot meest waardevolle speler in de finalereeks.

### 2003-2004
| Kampioensteam 2003-2004                                | Kampioensteam 2003-2004                                                  |
| ------------------------------------------------------ | ------------------------------------------------------------------------ |
| 1 Billups 3 B. Wallace 7 James 8 Ham 10 Hunter 13 Okur | 22 Prince 31 Miličić 32 Hamilton 34 Williamson 36 R. Wallace 41 Campbell |
| Coach Brown                                            |                                                                          |

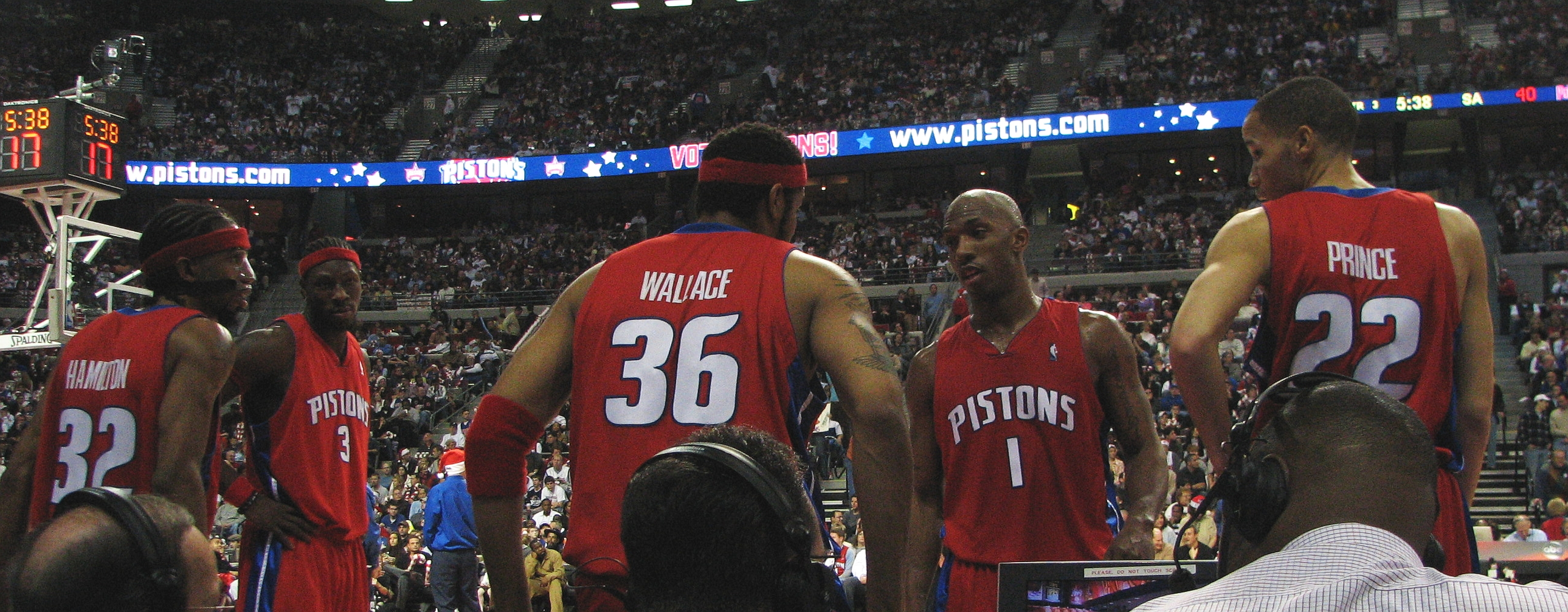
De startende vijf van het kampioensteam 2004, v.l.n.r. Richard Hamilton, Ben Wallace, Rasheed Wallace, Chauncey Billups en Tayshaun Prince

Het reguliere seizoen beëindigden de Pistons met 54 overwinningen. Daarmee werden ze tweede in de Eastern Conference achter de Indiana Pacers, die met 61 overwinningen de beste record hadden.
In de eerste ronde speelden de Detroit Pistons tegen de Milwaukee Bucks met de Nederlander Dan Gadzuric. De Bucks kwamen in de serie nog terug tot 1-1, waarna de Pistons uitliepen naar een winnende 4-1-voorsprong. In de volgende ronde waren de New Jersey Nets de tegenstander. De Pistons namen een 2-0-voorsprong, maar de Nets kwamen terug en via winst in de vijfde wedstrijd, die tweemaal werd verlengd met 5 minuten, kwamen ze zelfs op voorsprong in de serie. Detroit vocht zich met twee overwinningen in de daaropvolgende wedstrijden terug en sloot de tweede ronde daarmee af met 4-3. De Conference-finale tegen de Pacers was ook spannend. Via tweemaal een gelijke stand in de serie, liepen de Pistons uiteindelijk uit naar een 4-2-voorsprong die daarmee recht gaf op een plaats in de NBA-finale. In deze finale waren de Lakers de tegenstander. De finalereeks was echter minder enerverend dan Pistons' voorgaande series. Door de tweede wedstrijd in Los Angeles te winnen kon Detroit het thuis afmaken door de drie daaropvolgende thuiswedstrijden te winnen. Dit lukte vrij eenvoudig en daarmee wonnen de Pistons hun derde NBA kampioenschap.
Ben Wallace werd verkozen in het All-NBA Second Team en na de finalereeks werd Chauncey Billups door de NBA uitgeroepen tot Finals MVP.

## Erelijst
Division Championships:
- 1988 Central Division Champions
- 1989 Central Division Champions
- 1990 Central Division Champions
- 2002 Central Division Champions
- 2003 Central Division Champions
- 2005 Central Division Champions
- 2006 Central Division Champions
- 2007 Central Division Champions
- 2008 Central Division Champions

Conference Championships:
- 1955 Western Conference Champions
- 1956 Western Conference Champions
- 1988 Eastern Conference Champions
- 1989 Eastern Conference Champions
- 1990 Eastern Conference Champions
- 2004 Eastern Conference Champions
- 2005 Eastern Conference Champions

NBA Championships:
- 1989 NBA Champions
- 1990 NBA Champions
- 2004 NBA Champions

## Bekende ex-spelers
- Chauncey Billups (2002-2008)
- Dave Bing (1966-1975)
- Joe Dumars (1985-1999)
- Grant Hill (1994-2000)
- Allen Iverson (2008-2009)
- Vinnie Johnson (1981-1991)
- Bill Laimbeer (1981-1994)
- Bob Lanier (1970-1980)
- Dennis Rodman (1986-1993)
- John Salley (1986-1992)
- Isiah Thomas (1981-1994)
- Derrick Rose (2019-2021)
- Blake Griffin (2018-2021)